# Guldberg Skole
Guldberg Skole (tidligere Stevnsgade Skole og Sjællandsgades skole) er en dansk folkeskole på Nørrebro i København. Skolen er kendt for at være udgangspunktet for basketballklubben Stevnsgade Basketball.
Guldberg skole blev oprettet i 2006 ved en sammenlægning af Stevnsgades skole og Sjællandsgades skole. Stevnsgade Skole er opført i 1914 og hed dengang Nørre Fælled Friskole, den er tegnet af arkitekt Hans Wright. Sjællandsgades Skoles hovedbygning og gymnastiksal er opført i 1887 og tegnet af arkitekten Hans J. Holm, mens den nyere tilbygning er opført i 1921 og tegnet af Hans Wright.